# FDGB-Pokal der Jugend 1958
Der FDGB-Pokal der Jugend 1958 war die 7. Auflage des höchsten Fußball-Pokalwettbewerbs der Altersklasse 14–16 auf dem Gebiet der DDR, der vom FDGB in Verbindung mit dem Jugendausschuss der Sektion Fußball der DDR veranstaltet und durchgeführt wurde. Er begann am 20. April 1958 mit der Qualifikation und endete am 26. Mai 1958 mit dem Finale beim Endrundenturnier im mecklenburgischen Güstrow. Dabei setzte sich die BSG Einheit Greifswald nach einem 3:1 im Finale gegen die BSG Motor Süd Brandenburg durch.

## Teilnehmende Mannschaften
Am FDGB-Pokal der Jugend (B-Jugend) für die Altersklasse (AK) 14–16 nahmen jeweils zwei Mannschaften aus Ost-Berlin und den 14 Bezirken auf dem Gebiet der DDR teil. Spielberechtigt waren Spieler bis zum 16. Lebensjahr (Stichtag: 1. September 1941 bis 31. Mai 1943).
Folgende Mannschaften qualifizierten sich für den FDGB-Pokal der Jugend:
| - Bezirk Rostock BSG Einheit Greifswald BSG Motor Wismar - Bezirk Schwerin SG Dynamo Schwerin BSG Chemie Wittenberge - Bezirk Neubrandenburg keine Teilnehmer gemeldet 0 - Bezirk Potsdam BSG Motor Süd Brandenburg BSG Rotation Babelsberg - Ost-Berlin ASK Vorwärts Berlin SC Dynamo Berlin | - Bezirk Frankfurt (Oder) BSG Stahl Stalinstadt SG Union Fürstenwalde - Bezirk Magdeburg SC Aufbau Magdeburg SG Dynamo Wanzleben - Bezirk Halle SC Wissenschaft Halle BSG Stahl Thale - Bezirk Leipzig SG Dynamo Oschatz BSG Lokomotive Leipzig-Ost - Bezirk Cottbus BSG Chemie Weißwasser BSG Fortschritt Cottbus | - Bezirk Dresden BSG Motor Coswig BSG Motor Görlitz - Bezirk Karl-Marx-Stadt BSG Motor Zwickau BSG Motor Brand-Langenau - Bezirk Erfurt BSG Motor Gotha BSG Motor Nordhausen-West - Bezirk Gera SC Motor Jena BSG Einheit Schleiz - Bezirk Suhl BSG Motor Barchfeld BSG Motor Oberlind |

## Qualifikation

### Modus
Die Qualifikation wurde im K.-o.-System ausgetragen und es wurde versucht, in 60 Minuten einen Gewinner auszuspielen. War danach kein Sieger gefunden, wurde ein Wiederholungsspiel mit getauschtem Heimrecht angesetzt. Wurde auch hier kein Sieger ermittelt, entschied das Los. Die Sieger der 3. Hauptrunde qualifizierten sich für das Endrundenturnier in Güstrow zu Pfingsten.

### 1. Hauptrunde
| Datum                   |                           | Ergebnis |                            |
| ----------------------- | ------------------------- | -------- | -------------------------- |
| So 20. April, 14:00 Uhr | BSG Einheit Greifswald    | :        | SC Dynamo Berlin           |
| So 20. April, 14:00 Uhr | ASK Vorwärts Berlin       | :        | BSG Chemie Wittenberge     |
| So 20. April, 14:00 Uhr | SG Dynamo Schwerin        | :        | BSG Motor Wismar           |
| So 20. April, 14:00 Uhr | SC Aufbau Magdeburg       | :        | BSG Stahl Thale            |
| So 20. April, 14:00 Uhr | SC Wissenschaft Halle     | :        | SG Dynamo Wanzleben        |
| So 20. April, 14:00 Uhr | BSG Motor Süd Brandenburg | :        | SG Union Fürstenwalde      |
| So 20. April, 14:00 Uhr | BSG Stahl Stalinstadt     | :        | BSG Rotation Babelsberg    |
| So 20. April, 14:00 Uhr | BSG Chemie Weißwasser     | :        | BSG Motor Görlitz          |
| So 20. April, 14:00 Uhr | BSG Motor Coswig          | :        | BSG Fortschritt Cottbus    |
| So 20. April, 14:00 Uhr | SG Dynamo Oschatz         | :        | BSG Motor Brand-Langenau   |
| So 20. April, 14:00 Uhr | BSG Motor Zwickau         | :        | BSG Einheit Schleiz        |
| So 20. April, 14:00 Uhr | SC Motor Jena             | :        | BSG Lokomotive Leipzig-Ost |
| So 20. April, 14:00 Uhr | BSG Motor Gotha           | :        | BSG Motor Oberlind         |
| So 20. April, 14:00 Uhr | BSG Motor Barchfeld       | :        | BSG Motor Nordhausen-West  |

 Wiederholungsspiele 
| Datum                   |                            | Ergebnis |                       |
| ----------------------- | -------------------------- | -------- | --------------------- |
| So 27. April, 14:00 Uhr | SG Dynamo Wanzleben        | :        | SC Wissenschaft Halle |
| So 27. April, 14:00 Uhr | BSG Motor Brand-Langenau   | :        | SG Dynamo Oschatz     |
| So 27. April, 14:00 Uhr | BSG Lokomotive Leipzig-Ost | :        | SC Motor Jena         |

### 2. Hauptrunde
| Datum                 |                            | Ergebnis |                           |
| --------------------- | -------------------------- | -------- | ------------------------- |
| So 04. Mai, 14:00 Uhr | BSG Stahl Stalinstadt      | :        | BSG Chemie Weißwasser     |
| So 04. Mai, 14:00 Uhr | SG Dynamo Schwerin         | :        | SC Aufbau Magdeburg       |
| So 04. Mai, 14:00 Uhr | BSG Motor Nordhausen-West  | :        | BSG Motor Süd Brandenburg |
| So 04. Mai, 14:00 Uhr | Sieger aus Wanzleben-Halle | :        | BSG Motor Gotha           |
| So 04. Mai, 14:00 Uhr | Sieger aus Leipzig-Jena    | :        | BSG Motor Zwickau         |
| So 04. Mai, 14:00 Uhr | Sieger aus Brand-Oschatz   | :        | ASK Vorwärts Berlin       |

Die BSG Einheit Greifswald und der Sieger aus Coswig-Cottbus kamen kampflos eine Runde weiter, da der Bezirk Neubrandenburg keine Teilnehmer meldete.

### 3. Hauptrunde
Die Ansetzungen der vier Spiele der 3. Hauptrunde liegen nicht vor, aus der sich letztendlich die BSG Einheit Greifswald, BSG Motor Süd Brandenburg, SC Aufbau Magdeburg und BSG Motor Zwickau für das Endrundenturnier qualifizierten.

## Endrundenturnier
Das Endrundenturnier fand vom 25. bis 26. Mai in Güstrow (Bezirk Schwerin) im Friedrich-Ludwig-Jahn Stadion statt.

### Halbfinale
| Datum                 |                           | Ergebnis |                     |
| --------------------- | ------------------------- | -------- | ------------------- |
| So 25. Mai, 14:00 Uhr | BSG Einheit Greifswald    | 4:0      | SC Aufbau Magdeburg |
| So 25. Mai, 16:00 Uhr | BSG Motor Süd Brandenburg | 1:0      | BSG Motor Zwickau   |

### Spiel um Platz 3
| Datum                 |                     | Ergebnis |                   |
| --------------------- | ------------------- | -------- | ----------------- |
| Mo 26. Mai, 13:00 Uhr | SC Aufbau Magdeburg | 2:0      | BSG Motor Zwickau |

### Finale
| Datum                 |                        | Ergebnis |                           |
| --------------------- | ---------------------- | -------- | ------------------------- |
| Mo 26. Mai, 15:00 Uhr | BSG Einheit Greifswald | 3:1      | BSG Motor Süd Brandenburg |